# Bank SLM
Die Bank SLM ist eine in den ehemaligen bernischen Amtsbezirken Konolfingen und Seftigen verankerte, 1870 gegründete Schweizer Regionalbank mit Sitz in Münsingen. Die Bank SLM ist eine Aktiengesellschaft. Sie firmierte bis Anfang 2015 als Spar + Leihkasse Münsingen AG. Neben ihrem Hauptsitz verfügt die Bank über drei weitere Standorte (Wichtrach, Konolfingen, Worb).
Ihr Tätigkeitsgebiet liegt traditionell im Retail Banking, im Hypothekargeschäft, im Private Banking und im Bankgeschäft mit kleinen und mittleren Unternehmen. Sie beschäftigt 71 Mitarbeitende und hatte Ende 2022 eine Bilanzsumme von 1,763.6 Milliarden Schweizer Franken.
Die Bank ist als selbständige Regionalbank der Entris-Holding angeschlossen.